# Alfred Seresia
Alfred Seresia (1843–1901) est un avocat belge. 

## Biographie
Né à Bruges le 25 octobre 1843, Alfred-Marie-Philippe-Auguste Seresia fait ses études d'Humanités anciennes à l'Athénée royal de sa ville natale et, en 1861, se fait inscrire à la Faculté de Philosophie et Lettres de l'université de Gand ; après avoir obtenu le grade de Docteur en Philosophie et Lettres, il aborde l'étude du droit.
Avocat à la Cour d'appel de Gand et professeur à l'université de Gand, il est également l'auteur d'une étude sur l'Église et l'État sous les rois francs au VIe siècle (Kerk en Staat onder de Frankische koningen der VIe eeuw).
Alfred Seresia meurt à Gand le 14 décembre 1901 des suites d'une pneumonie.
Seresia était chevalier de l'Ordre de Léopold.

## Publications sélectives
- Kerk en Staat onder de Frankische koningen der VIe eeuw, J. Vuylsteke, Gent, 1887.
  - Traduction française : L'Église et l'État sous les rois francs au VIe siècle, J. Vuylsteke, Gand, 1888.